# Tephrosia odorata
Tephrosia odorata es una especie de planta fanerógama del género Tephrosia de la familia de las fabáceas, originaria de Yemen donde se encuentra en la isla de Socotra. 

## Descripción
Tephrosia odorata está generalizada en los pastizales en las mesetas de piedra caliza a una altitud de 300 a 700 metros. Es una especie que se distingue por sus relativamente grandes flores de color púrpura. 

## Taxonomía
Tephrosia odorata fue descrita por Isaac Bayley Balfour   y publicado en Proceedings of the Royal Society of Edinburgh 12: 404. 1884.
Etimología
Tephrosia: nombre genérico que deriva de las palabras griegas: τεφρος (tephros), que significa "ceniciento", en referencia a la coloración grisácea dado a las hojas por sus densos tricomas.
odorata: epíteto latíno que significa "olorosa"